# 641.
◄ | 6. stoljeće | 7. stoljeće | 8. stoljeće | ►
◄ | 610-ih | 620-ih | 630-ih | 640-ih | 650-ih | 660-ih | 670-ih | ►
◄◄ | ◄ | 638. | 639. | 640. | 641. | 642. | 643. | 644. | ► | ►►
Astronomija • Književnost • Kršćanstvo • Pravo • Promet

## Događaji
- Kapitulacija rimskih/bizantskih vojnih snaga u Egiptu pred arapskim napadom. Kraj antike

## Smrti
- travanj ili svibanj - Konstantin III., bizantski car (* 612.)

## Vanjske poveznice
|  | Zajednički poslužitelj ima još gradiva o temi 641. |